# Sulejówek
Sulejówek is een stad in het Poolse woiwodschap Mazovië, gelegen in de powiat Miński. De oppervlakte bedraagt 19,51 km², het inwonertal 18.414 (2005).

## Verkeer en vervoer
De stad is gelegen aan Spoorlijn 2.
- Station Sulejówek
- Station Sulejówek Miłosna